# Gumer Baszyrow
Gumer Baszyrowicz Baszyrow (ur. 7 stycznia 1901, zm. 1999) – tatarski pisarz i działacz polityczny. Tworzył powieści i opowiadania o tematyce wojennej i z życia tatarskiego.

## Życiorys
Urodził się we wsi Janasała w rejonie arskim w chłopskiej rodzinie. Uczył się w wiejskiej medresie, a jako 13-latek został oddany na naukę do krawca w sąsiedniej wsi. W 1919 roku został powołany do wojska i brał udział w walkach z armią Wrangla, w tym w walkach pod Perekopem. Po powrocie z wojska w 1924 roku został skierowany na roczny kurs w szkole Komisariatu Spraw Wewnętrznych w Kazaniu i po jego ukończeniu przez cztery lata pracował w milicji. Od 1929 roku przez 3 lata był wiejskim sędzią pokoju. Następnie został korespondentem i redaktorem w piśmie Kyzył Tatarstan. W latach 1934–1936 studiował na kursie przygotowawczym do studiów podyplomowych w Kazańskim Instytucie Marksizmu-Leninizmu. Został przyjęty do Instytutu, ale z powodu choroby nie kontynuował nauki. W 1942 roku został mianowany redaktorem naczelnym komitetu radiowego Tatarstanu. Był korespondentem wojennym. Po wojnie zaangażował się w sprawy publiczne. W 1953 roku został wybrany przewodniczącym zarządu Związku Pisarzy w Tatarstanie i pełnił tę funkcję do 1958 roku. Potem został zastępcą przewodniczącego rady Związku Pisarzy ZSRR i przeniósł się do Moskwy. Od 1960 roku był zawodowym pisarzem. Zmarł w 1999 roku w Kazaniu.

## Twórczość
Jako wiejski korespondent tatarskich gazet i czasopism w Kazaniu i Moskwie opisywał codzienne życie na wsi w tym walkę klasową i tworzenie kołchozów. Zajmował się dokumentowaniem folkloru tatarskiego i publikacją zebranych baśni, opowiadań i pieśni. W 1948 roku opublikował powieść Honor, która w 1952 roku w tłumaczeniu Stanisława Garzteckiego została wydana w języku polskim przez wydawnictwo Książka i Wiedza. Książka opowiada o życiu tatarskiej wioski podczas II wojny światowej.